# 츠지 대학
츠지 대학(慈濟大學)은 타이완 동부 화롄 시에 있는, 불교 단체 자제회(慈濟會)가 세운 대학이다.